# De wenswerkster
Tom Poes en de wens-werkster of kortweg De wenswerkster is het 52ste verhaal uit de Bommelsaga, geschreven en getekend door Marten Toonder. Het verhaal verscheen voor het eerst op 14 januari 1953 liep tot 16 april van dat jaar. Thema : Zo gewonnen zo geronnen.

## Samenvatting
Tom Poes wijst zijn vriend op een vallende ster,  en heer Bommel wenst iemand die voor hem zorgt en al zijn moeilijkheden oplost. Meteen dient zich een vreemde werkster aan, die zich Wijmpje noemt, en ze doet alle klusjes die haar opgedragen worden. Dat komt mooi van pas, want met haar hulp wint heer Ollie een duel met de markies met gemak. De grootste en beste taart bakken, een zijarm van de Rommel droogleggen en de meest ridderlijke daad verrichten zijn ook geen probleem. 
Maar dan komen er ook nog moddermannetjes uit de grond. Wijmpje wil ze opruimen, maar als ze heer Bommel aanbieden dat hij altijd meer geld zal hebben dan de markies heeft hij wel interesse. Maar zo'n berg geld trekt natuurlijk ook ongewenste aandacht. Na veel problemen wenst heer Bommel dat alles weer zoals vroeger wordt.